# أكيمي نودا
أكيمي نودا (野田 朱美) (13 أكتوبر 1969 في كومايه في اليابان – )؛ هي لاعبة كرة قدم كانت تلعب كلاعب وسط. ولعبت مع منتخب اليابان لكرة القدم للسيدات.

## وصلات خارجية
- أكيمي نودا على موقع الاتحاد الدولي (مؤرشف)  (الإنجليزية)
- أكيمي نودا على موقع قاعدة بيانات كرة القدم.إي يو (الإنجليزية)
- أكيمي نودا على موقع Soccerway.com (الإنجليزية)
- أكيمي نودا على موقع عالم كرة القدم.نت (الإنجليزية)
- أكيمي نودا على موقع اللجنة الأولمبية الدولية (الإنجليزية)
- أكيمي نودا على موقع أوليمبيديا (الإنجليزية)